# Tułowice (Mazovie)
Tułowice [tuwɔˈvit͡sɛ] est un village polonais de la gmina de Brochów dans le powiat de Sochaczew et dans la voïvodie de Mazovie.
Il se situe à environ 3 kilomètres au nord-est de Brochów, à 13 kilomètres au nord de Sochaczew et à 51 kilomètres à l'ouest de Varsovie.

Le village compte approximativement 350 habitants en 2006.